# Họ Cà kheo
Họ Cà kheo (danh pháp khoa học: Recurvirostridae) là một họ chim trong phân bộ Choi choi (Charadii) của bộ Rẽ (Charadriiformes). Họ này gồm hai nhóm riêng biệt:
- Chim mỏ cứng hay cà kheo thuộc chi Recurvirostra: chân dài, mỏ cong dài mà chúng đảo qua đảo lại khi ăn trong các vùng nước lợ hay nước mặn mà chúng ưa thích.
- Chim cà kheo (các chi Himantopus và Cladorhynchus): có các chân cực dài, mỏ dài và mảnh.

Trong một số tài liệu, người ta lại xem họ Cà kheo là một phân họ với danh pháp Recurvirostrinae thuộc họ Choi choi (Charadriidae)/bộ Hạc (Ciconiiformes) bao gồm 2 nhóm là Recurvirostrini và Haematopodini (tức họ Mò sò, danh pháp Haematopodidae, chỉ có 1 chi là Haematopus gồm 12 loài).

## Các loài
- Chi Cladorhynchus
  - Cladorhynchus leucocephalus: Cà kheo đai đen
- Chi Himantopus
  - Himantopus himantopus: Cà kheo cánh đen
  - Himantopus mexicanus: Cà kheo cổ đen
  - Himantopus novaezelandiae: Cà kheo đen
- Chi Recurvirostra
  - Recurvirostra americana: Cà kheo Mỹ
  - Recurvirostra andina: Cà kheo Andes
  - Recurvirostra avosetta: Cà kheo đen trắng
  - Recurvirostra novaehollandiae: Cà kheo cổ đỏ

## Hình ảnh

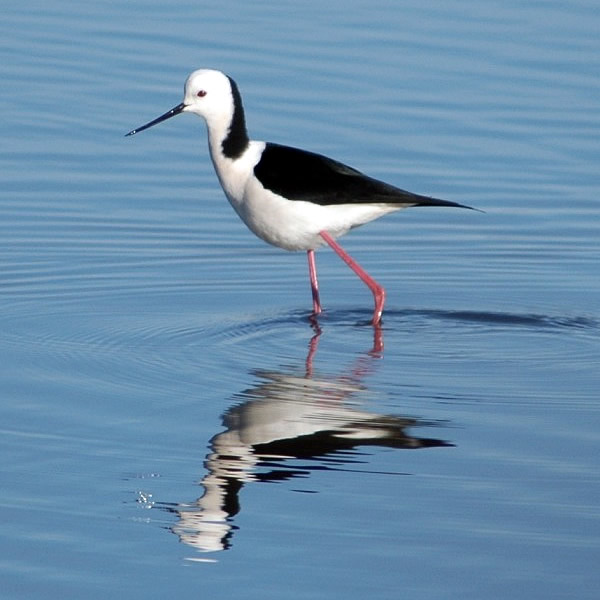
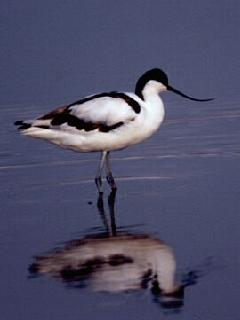
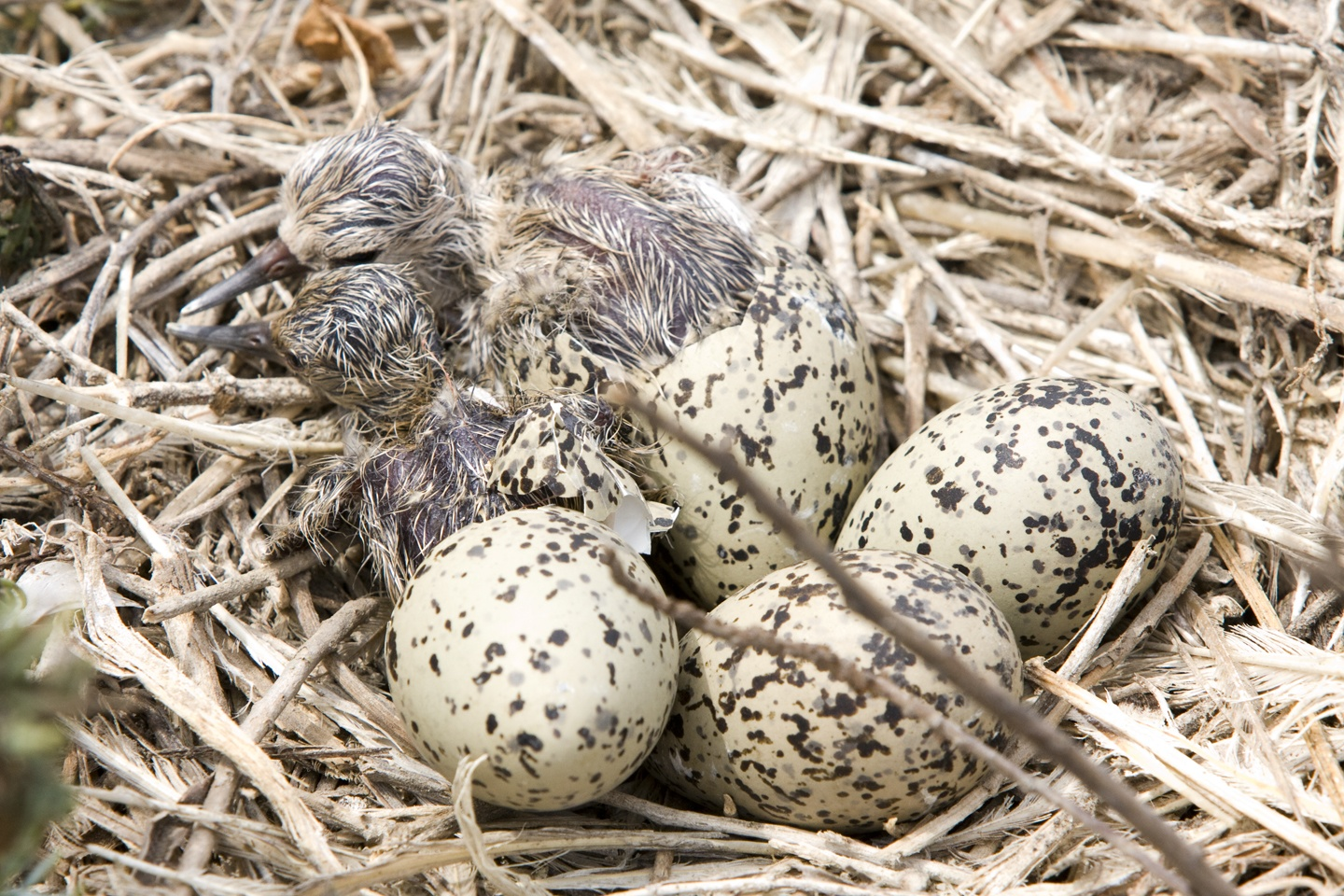